# Počaply (Králův Dvůr)
Počaply jsou vesnice, část města Králův Dvůr v okrese Beroun ve Středočeském kraji.

## Historie
První písemná zmínka o vesnici pochází z roku 1253, kdy zde 23. září na svém dvoře zemřel český král Václav I. Počaply patřily ve 14. století ke hradu Zbiroh, od roku 1410 zčásti ke karlštejnskému panství a z menší části ke kapli na hradě Nižbor, od 16. století k popovickému panství, od roku 1586 k točnickému panství a v letech 1590–1848 ke králodvorskému panství.

## Obyvatelstvo
| Rok            | 1869 | 1880 | 1890 | 1900 | 1910  | 1921  | 1930  | 1950  | 1961 | 1970  | 1980  | 1991  | 2001  | 2011  | 2021  |
| -------------- | ---- | ---- | ---- | ---- | ----- | ----- | ----- | ----- | ---- | ----- | ----- | ----- | ----- | ----- | ----- |
| Počet obyvatel | 220  | 264  | 279  | 504  | 1 918 | 1 810 | 2 010 | 1 633 | 0    | 1 492 | 1 306 | 1 016 | 1 156 | 1 386 | 1 826 |
| Počet domů     | 32   | 37   | 40   | 60   | 122   | 141   | 204   | 237   | 0    | 293   | 287   | 302   | 310   | 362   | 481   |

## Obecní správa
Při sčítání lidu v letech 1850–1949 Počaply byly samostatnou obcí v okrese Beroun. V letech 1950–1960 byly částí města Králův Dvůr v okrese Beroun. V následujícím období byla osada úředně zrušena. Od 1. ledna 1980 do 23. listopadu 1990 byly částí města Beroun v okrese Beroun. Od 24. listopadu 1990 jsou opět částí města Králův Dvůr v okrese Beroun.

## Popis území
Na jihozápadní straně v oblasti křižovatky u domu U tří zvonků (který již patří do Počapel) přímo navazují na městskou zástavbu Králova Dvora. Prochází tudy dálnice D5 (má zčásti na území Počapel mimoúrovňovou křižovatku Exit 22), silnice II/605 (pod názvem Plzeňská), silnice na Trubín a Svatou (Tyršova). Jihovýchodní hranici Počapel tvoří řeka Litavka, od Trubína protéká jádrem Počapel Počapelský potok, který se na jejich okraji vlévá do Litavky. Výraznou dominantou viditelnou z dálky je barokní kostel Nanebevzetí Panny Marie z let 1730–1733, přičítaný Kiliánu Ignáci Dientzenhoferovi (předtím byl ve vsi dřevěný kostel). Nedaleko pod kostelem se nachází Preislerovo náměstí, níže u potoka náměstí 1. máje.
Podél Plzeňské ulice se nachází dělnická kolonie dvaceti domů, která byla i s bývalou německou školou postavena v roce 1905 pro stovky německých hutníků do nové válcovny. Škola slouží dosud a sídlí v ní i městská knihovna. V dnešní Tyršově ulici byla postavena roku 1915 monumentální obecná škola, dnes 2. základní škola, s tělocvičnou, lázněmi, hřištěm i školními zahradami a knihovnou. Na staré škole na Preislerově náměstí, dnes sloužící jako speciální škola, má pamětní desku secesní malíř Jan Preisler, který ji navštěvoval a je pohřben na zdejším hřbitově.

## Pamětihodnosti
- Kostel Nanebevzetí Panny Marie
- Náhrobek Jana Preislera
- Škola v Tyršově ulice čp. 136

## Galerie

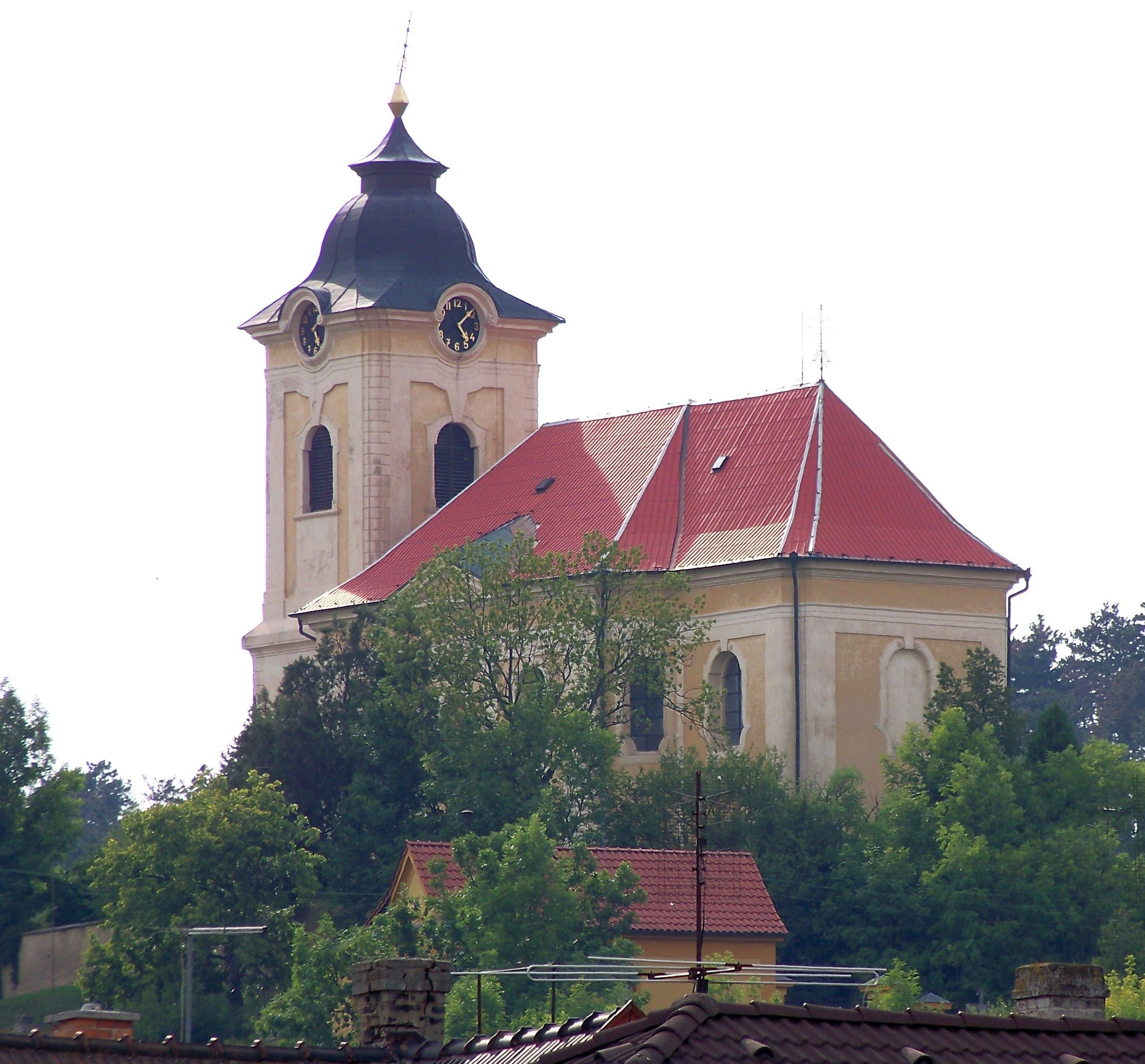
Kostel Nanebevzetí Panny Marie
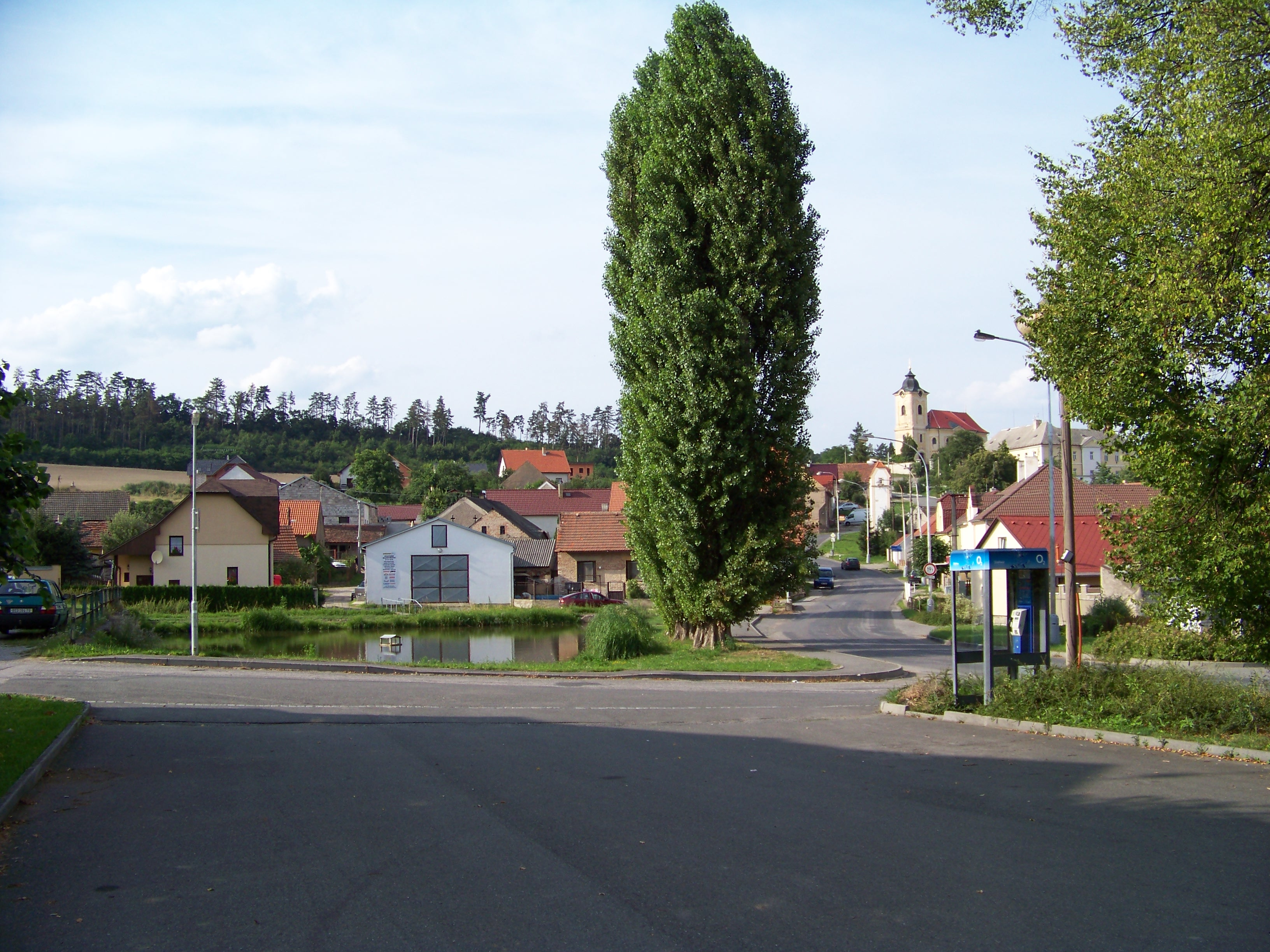
Pohled ke kostelu z náměstí 1. máje
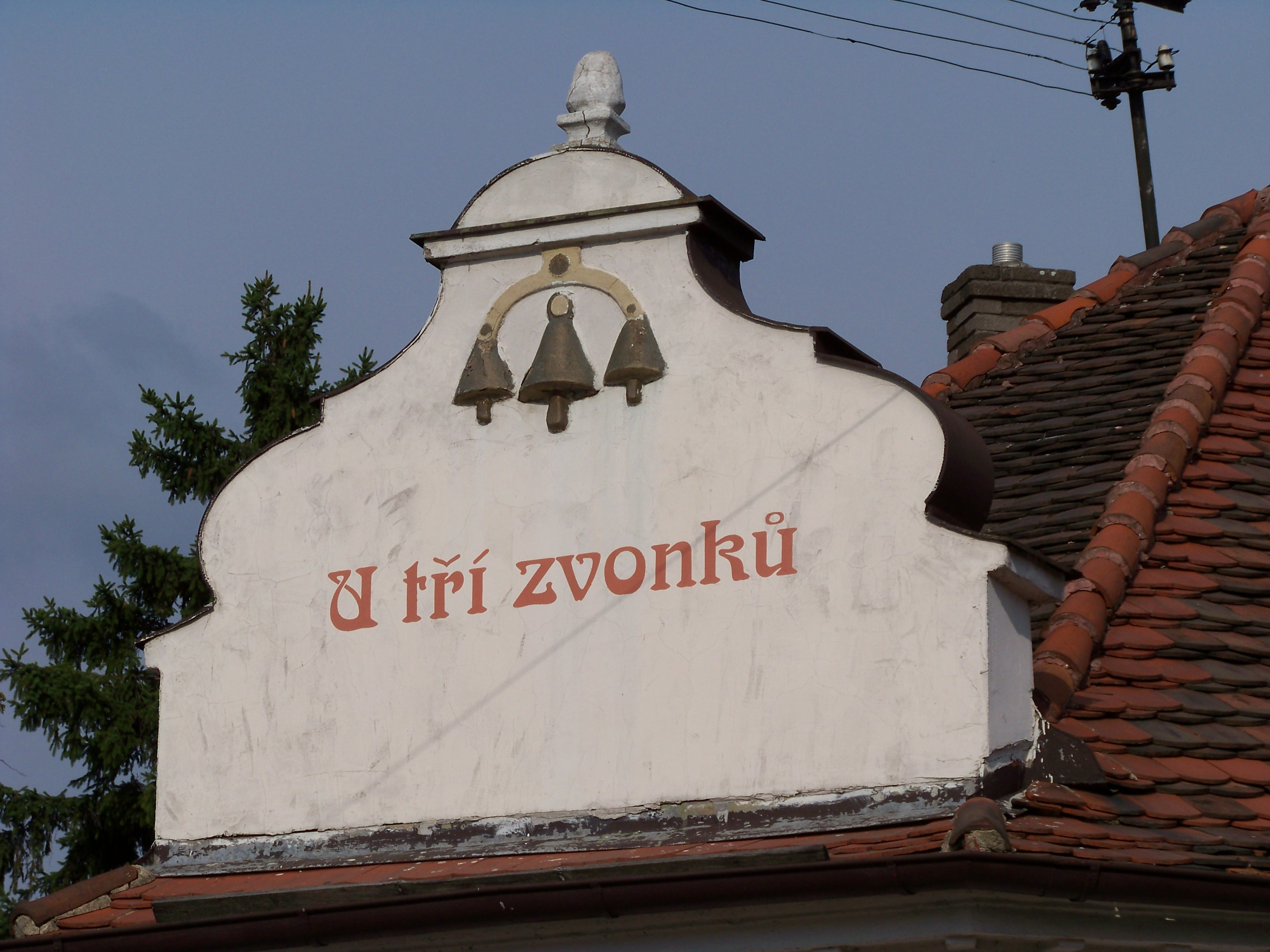
Štít domu U tří zvonků
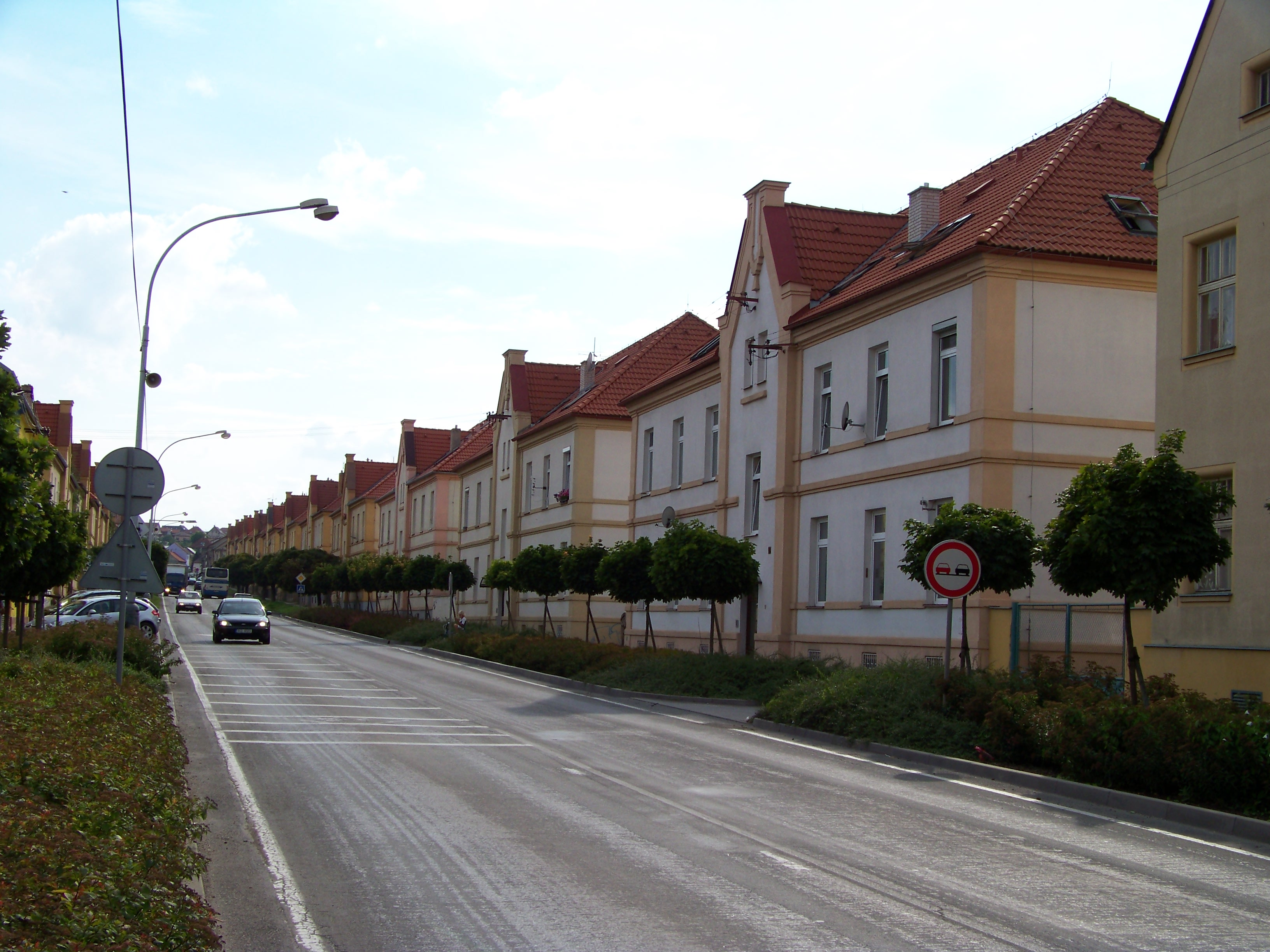
Dělnická kolonie z roku 1905 v Plzeňské ulici